# Theodor-Heuss-Stiftung
Die überparteiliche Theodor-Heuss-Stiftung (heutige Eigenschreibweise theodor heuss stiftung) wurde 1964 nach dem Tod des ersten Bundespräsidenten der Bundesrepublik Deutschland, Theodor Heuss, auf Initiative von Hildegard Hamm-Brücher und Heuss’ Sohn Ernst Ludwig Heuss gegründet. Zu den weiteren Gründern der Stiftung gehörten Adolf Butenandt, Otto Hahn, Werner Heisenberg, Golo Mann und Carl Zuckmayer.
Die Stiftung vergibt seit 1965 alljährlich den (nicht dotierten) Theodor-Heuss-Preis (Eigenschreibweise Theodor Heuss Preis) und die dem Preis ebenbürtige Theodor-Heuss-Medaille (Eigenschreibweise Theodor Heuss Medaille), um bürgerschaftliche Initiative und Zivilcourage zu fördern. Wichtige politische und gesellschaftliche Entwicklungen sollen so frühzeitig ins öffentliche Bewusstsein getragen werden.
Im Jahr 2009 wurde der Verein unter dem Vorsitz von Ludwig Theodor Heuss in eine gemeinnützige Stiftung bürgerlichen Rechts überführt, damit die von den Gründungsmitgliedern gestellte Aufgabe auch weiterhin langfristig und generationenübergreifend geleistet werden kann.
Der Sitz der Stiftung ist in Stuttgart.

## Gremien der Theodor-Heuss-Stiftung
Vorstand
- Ludwig Theodor Heuss (Vorsitzender)
- Sabine Leutheusser-Schnarrenberger (stellvertretende Vorsitzende)
- Rupprecht Podszun (stellvertretender Vorsitzender)
- Alexander Emmrich (Schatzmeister)
- Isabel Fezer (berufen durch Frank Nopper)
- Florian Hassler (berufen durch Winfried Kretschmann)
- Stefan Kaufmann
- Cem Özdemir
- Wolfgang Schuster

Kuratorium
- Gesine Schwan (Vorsitzende)
- Reni Maltschew (stellvertretende Vorsitzende)
- Gerhart Baum
- Matthias von Bismarck-Osten
- Carola von Braun
- Claus Dierksmeier
- Mirko Drotschmann
- Pia Gerber
- Christopher Gohl
- Christel Grünenwald
- David Heuss
- Jan Hofmann
- Valeska Huber
- Anetta Kahane
- Rolf Kieser
- Sabine Krüger
- Sebastian Krumbiegel
- Sandra Richter
- Caroline Robertson-von Trotha
- Ria Schröder
- Marion Schulte-zu Berge
- Jakob Springfeld
- Jana Steinke
- Michael Theurer
- Roger de Weck
- Cornelius Winter

## Träger des Theodor-Heuss-Preises

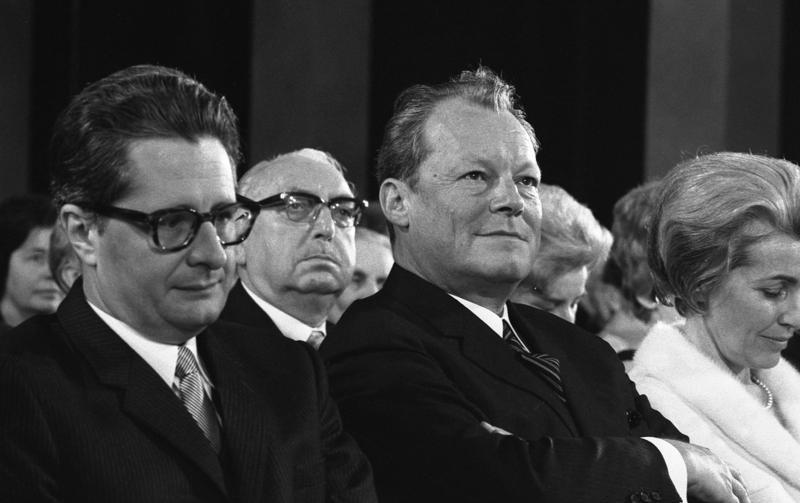
Verleihung des Theodor-Heuss-Preises 1970

(In den nicht aufgeführten Jahren wurde kein Preis vergeben.)
- 1965: Georg Picht (Bildungsreform); Aktion Sühnezeichen (Aussöhnung)
- 1966: Marion Gräfin Dönhoff (Ostpolitik); Bamberger Jugendring (Gegen Rassenhass und Intoleranz)
- 1967: Wolf Graf von Baudissin (Demokratisierung der Bundeswehr); Ludwig Raiser (Ostpolitik)
- 1968: Gustav Heinemann (Justizreform)
- 1969: Günter Grass (Politische Auseinandersetzung mit radikalen Gruppen); Hans Heigert (Persönliches Engagement in der Kirche); Hans Wolfgang Rubin (Einleitung der Ostpolitik)
- 1970: Bürgeraktion zum Schutze der Demokratie e. V. (gegen NPD)
- 1971: Walter Scheel (Verantwortung in der Demokratie); Aktion junge Menschen in Not, Gießen (Strafvollzug)
- 1972: Alois Schardt und die Redaktionsgemeinschaft der Wochenzeitschrift Publik (Kirche und Demokratie)
- 1972: Prop Alternative e. V. (Verein für Prävention, Jugendhilfe und Suchttherapie)
- 1973: Der mündige Bürger
- 1974: Initiativgruppe zur Betreuung ausländischer Kinder, München; Initiativkreis ausländischer Einwohner und die Spiel- und Lerngruppen für Gastarbeiterkinder, Augsburg
- 1975: Forum Regensburg (Altstadtsanierung)
- 1976: Egon Bahr (Ostpolitik), Burkhard Hirsch (Parlamentsreform)
- 1977: Karl Werner Kieffer (Ökologische Verantwortung); Dieter Fertsch-Röver (Mitbestimmung und Vermögensbildung im Unternehmen); Modell Berufseingliederung und Berufsausbildung Lernbehinderter der Handwerkskammer München
- 1978: Helmut Schmidt (Demokratische Verantwortung angesichts terroristischer Bedrohung)
- 1979: Stadt Castrop-Rauxel (Städtepartnerschaften)
- 1980: Terre des hommes Deutschland (Hilfe für Kinder in Not), Horst-Eberhard Richter (Engagement in der Psychiatrie)
- 1982: Die Denkschrift der Kammer für öffentliche Verantwortung in der Evangelischen Kirche in Deutschland, „Frieden wahren, fördern und erneuern“ (Friedenspolitik)
- 1984: Richard von Weizsäcker (Toleranz gegenüber politisch Andersdenkenden, Initiativen zur Ost- und Deutschlandpolitik)
- 1985: Georg Leber (Vermittlung in Tarifkonflikten)
- 1986: Werner Nachmann (jüdisch-deutsche Aussöhnung und friedliches Zusammenleben von Juden und Christen in der Bundesrepublik Deutschland)
- 1987: Klaus Michael Meyer-Abich (Ökologische Verantwortung); Ralf-Dieter Brunowsky und Lutz Wicke (Ökologie und Ökonomie)
- 1988: Walter Jens und Inge Jens
- 1989: Carl Friedrich von Weizsäcker
- 1990: Hans-Dietrich Genscher
- 1991: Die friedlichen Demonstranten des Herbstes 1989 in der DDR (in Form von Medaillen an ausgewählte Persönlichkeiten, siehe Medaillen)
- 1992: Ausländerbeauftragte in den Bundesländern und kommunalen Körperschaften
- 1993: Václav Havel
- 1994: Der 25. Deutsche Evangelische Kirchentag in München
- 1995: Hans Koschnick, Bürgermeister a. D. von Bremen (Engagement im Dienste der Versöhnung); Helmuth Rilling, Leiter der Internationalen Bachakademie Stuttgart (musikalische Brücken in vielen Ländern der Welt, Requiem der Versöhnung)
- 1996: Ignatz Bubis, Vorsitzender des Zentralrates der Juden in Deutschland
- 1997: Lord Ralf Dahrendorf (für sein politisches und geisteswissenschaftliches Lebenswerk)
- 1998: Hans Küng (für lebenslanges Engagement in religiösen und ethischen Existenzfragen unserer Zeit)
- 1999: Jürgen Habermas (für sein lebenslanges, prägendes Engagement in der öffentlichen Diskussion um die Entwicklung von Demokratie und gesellschaftlichem Bewusstsein und damit für das Aufwachsen einer politischen Kultur nach demokratischen Wertvorstellungen)
- 2000: Wolf Lepenies und Andrei Pleșu (europa- und demokratiepolitisches Engagement)
- 2001: Wolfgang Thierse, Präsident des deutschen Bundestages (für sein beispielhaftes Engagement zur Stärkung unserer Demokratie als Staats- und Lebensform)
- 2003: Andreas Schleicher (Anstoß zu einer längst fälligen, breiten und anhaltend öffentlichen Debatte über Bildung und Erziehung)
- 2004: Krzysztof Michalski, Gründer und Rektor des Instituts für die Wissenschaften vom Menschen
- 2005: Menschenrechtsorganisation Human Rights Watch New York; Meinhard Miegel, Leiter des Instituts für Wirtschaft und Gesellschaft in Bonn; Klaus Töpfer, Executive Director des UN Umweltbüros in Nairobi
- 2006: James D. Wolfensohn, New York, ehemaliger Präsident der Weltbank (für sein Engagement gegen Armut und Ausgrenzung der Roma)
- 2007: Rita Süssmuth und Mustafa Cerić (für ihre Verdienste um „Religion und Integration in Europa“)
- 2008: Gerhart Baum, Rechtsanwalt und ehemaliger Bundesinnenminister
- 2010: Michael Otto, Aufsichtsratsvorsitzender Otto Group und Berthold Leibinger, Aufsichtsratsvorsitzender Trumpf GmbH & Co. KG (für eine in ökonomischer wie ethischer Weise vorbildliche Firmenkultur)
- 2011: Ernst Ulrich von Weizsäcker (für seine wegweisenden Beiträge zum Klimawandel und Umweltschutz)
- 2012: Wolfgang Edelstein
- 2013: Daniel Cohn-Bendit
- 2014: Christo
- 2015: Gerichtshof der Europäischen Union mit seinem Präsidenten Vassilios Skouris[2]
- 2017: Timothy Garton Ash[3][4][5]
- 2018: Yvonne Hofstetter[6]
- 2019: Małgorzata Gersdorf
- 2020: Andreas Dresen
- 2021: Maja Göpel[7]
- 2022: Memorial International[8]
- 2023: Leonid Wolkow
- 2024: Düzen Tekkal[9]

## Träger der Theodor-Heuss-Medaille

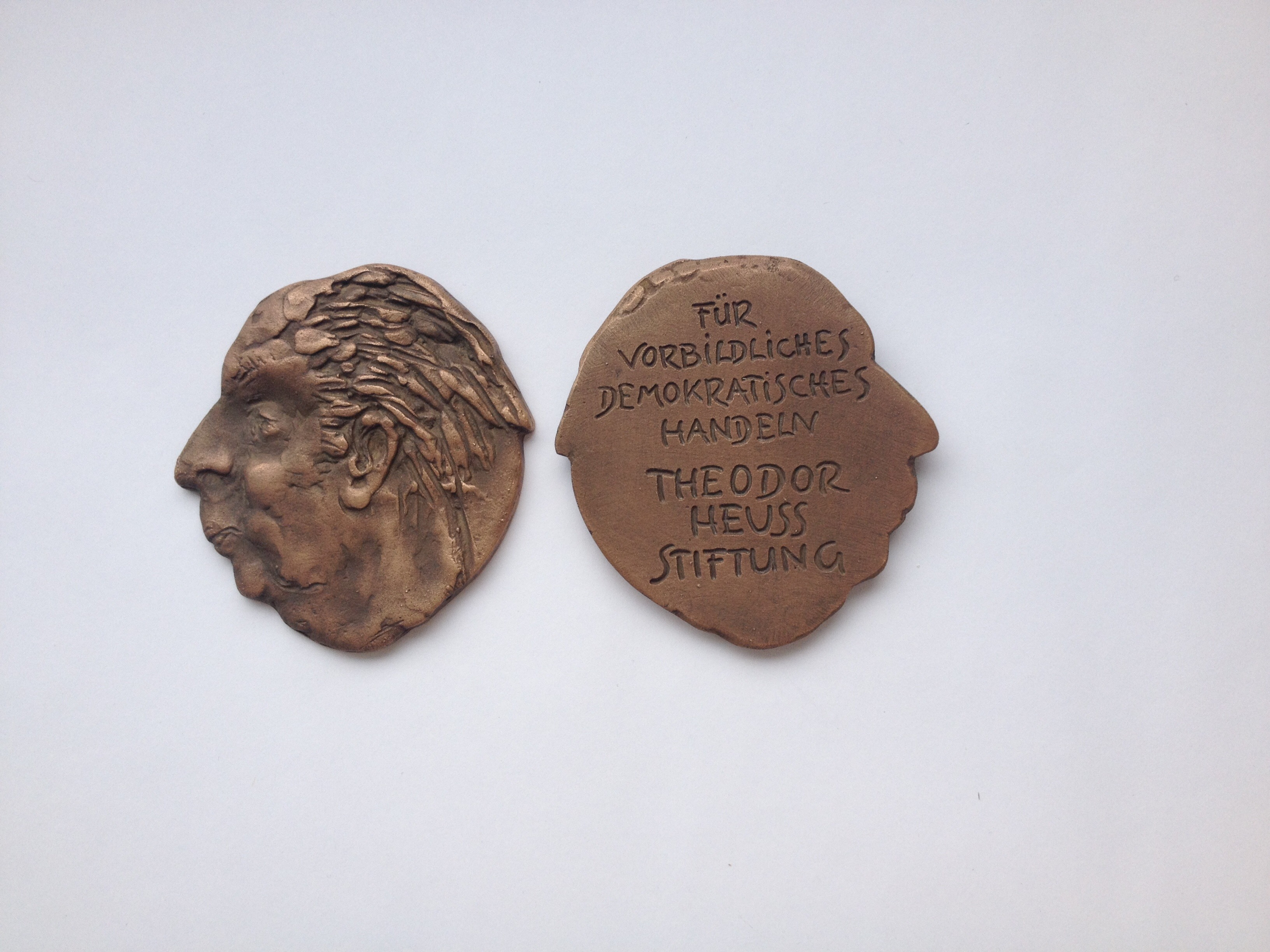
Theodor Heuss Medaille seit 2015

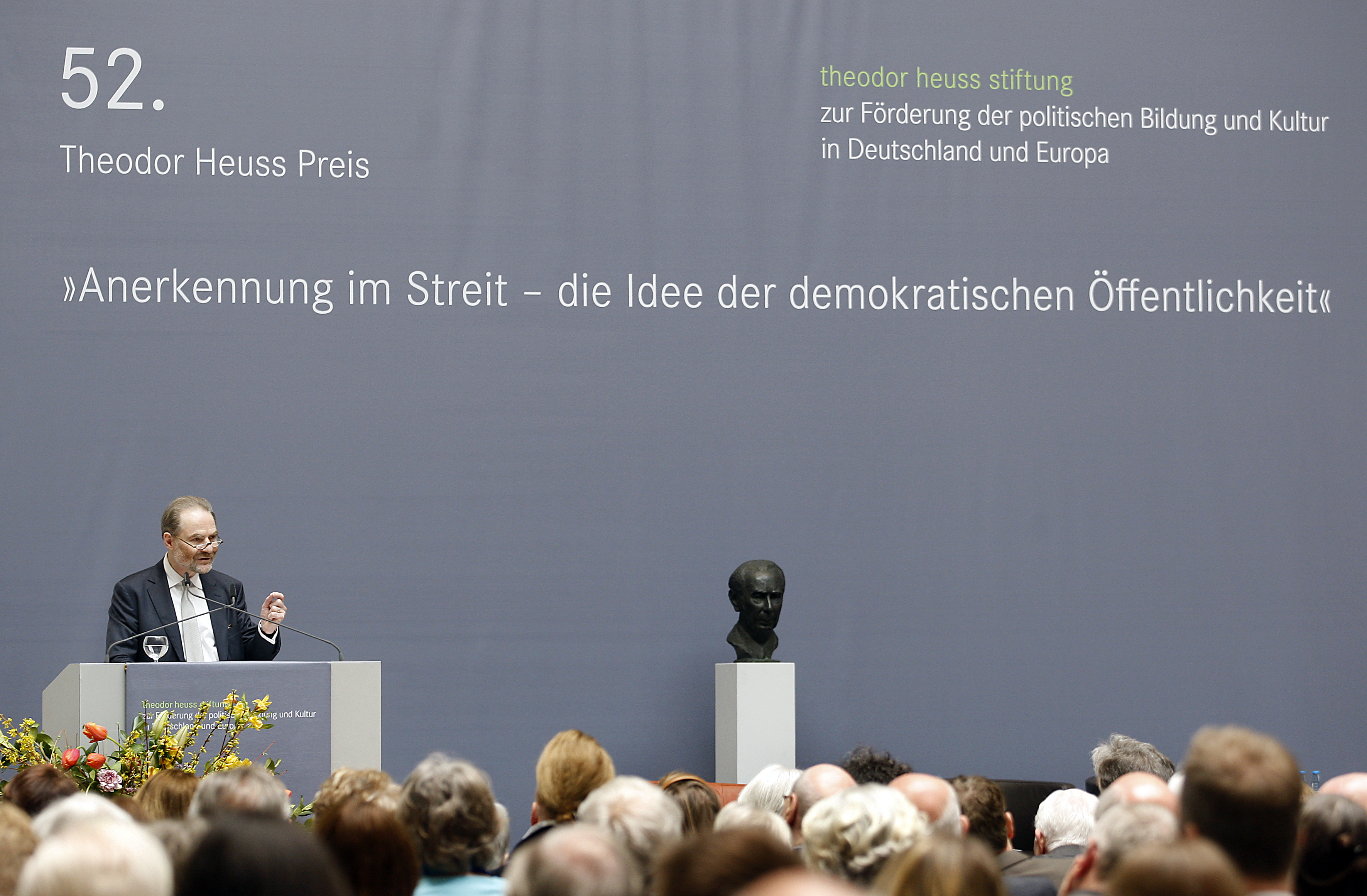
Timothy Garton Ash

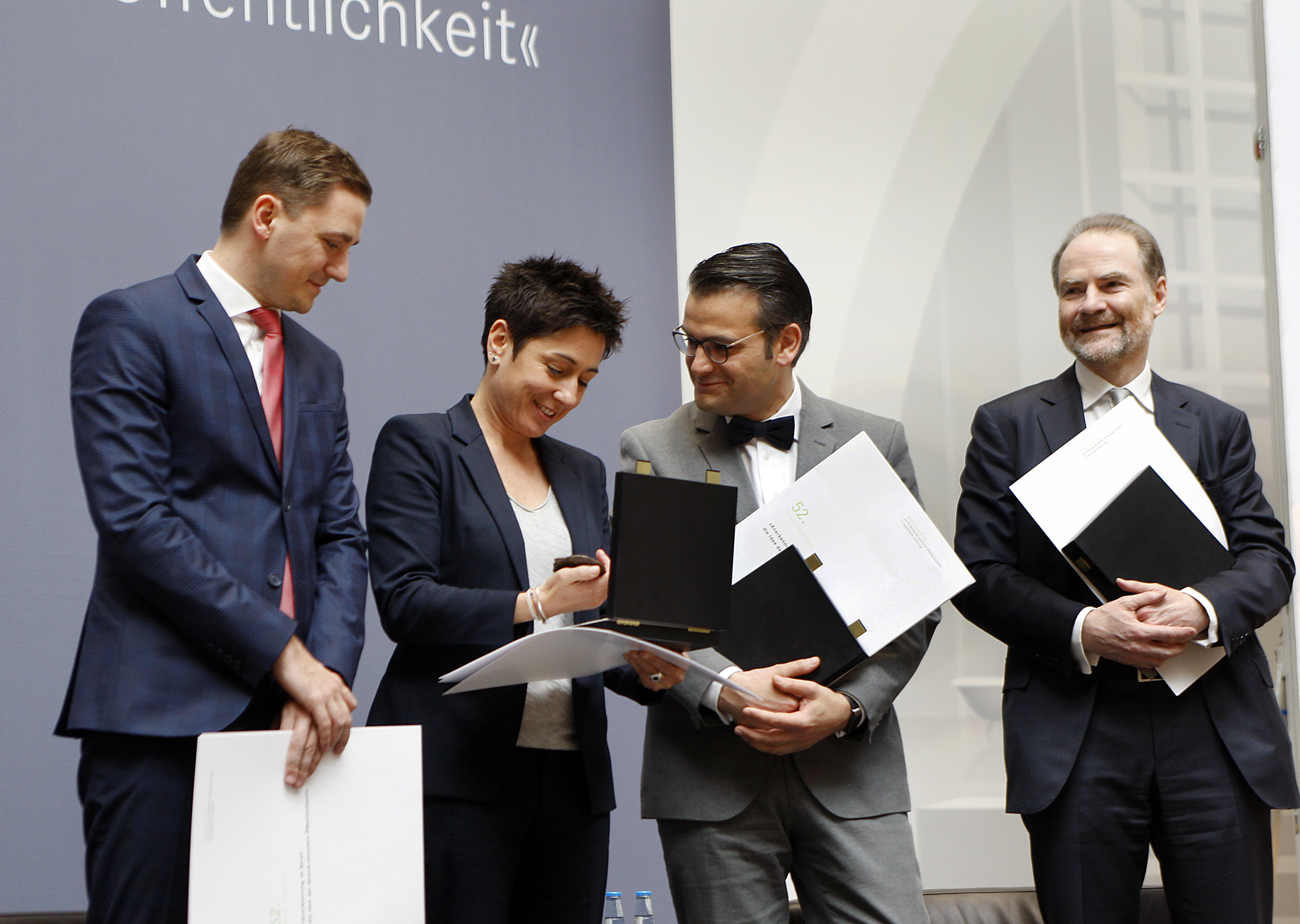
Theodor Heuss Preis- und Medaillenträger 2017

(In den nicht aufgeführten Jahren wurden keine Medaillen vergeben.)
- 1965: Evangelische Volksschule Berchtesgaden (deutsch-dänische Schülerbegegnung), Jugendrotkreuz Roding (Hilfsdienste als Übungsfeld des Gemeinsinns), Peter Gutjahr-Löser und Heinrich Sievers (Schülermitverwaltung)
- 1966: Wendelin Forstmeier (Landschulreform), Ehrengard Schramm (Hilfe für Griechenland), Bund Deutscher Pfadfinder (Berlin-Seminar)
- 1967: Aktion „Student aufs Land“ (Bildungschancen für Landkinder), Rainer Wagner (Jugendzeitschrift „gabelmann“)
- 1968: Karin Storch (Schülerzeitung), Zeugen in den KZ-Prozessen (Aussöhnung und Vergangenheitsbewältigung)
- 1969: Gisela Freudenberg (Modellversuch Gesamtschule), Christel Küpper (Friedenspädagogik)
- 1970: Lebenshilfe für Geistig Behinderte e. V., Barbara Just-Dahlmann (Strafrechtsreform)
- 1971: Hans-Hermann Stührenberg (Autobahn-Leitplanken), Aktion Bildungsinformation e. V. (mehr Bildungschancen)
- 1972: Verein zur Förderung von Gemeinwesenarbeit e. V., Verband für Praktizierte Humanität e. V., PROP-Alternative e. V. (Drogen-Selbsthilfegruppe)
- 1973: Christian Wallenreiter (für publizistische Verdienste), Theodor Hellbrügge (Behinderte Kinder), Aktionsgemeinschaft Westend e. V. (Stadtplanung)
- 1974: Dorothee Sölle (Engagement in der Kirche), Thea Gerstenkorn (Frau in der Gemeinde)
- 1975: Arbeitsgemeinschaft für Friedensdienste Laubach e. V. (aktives Engagement für Frieden), Modellversuch „Gerechtigkeit – Friede“ (Dritte Welt)
- 1977: Karl Klühspies (Stadterhaltung), Gesellschaft für Sozialwaisen e. V. (Engagement für familienlose Kinder)
- 1978: Manfred Rommel (Leben und Handeln im demokratischen, von Liberalität, Toleranz und Gerechtigkeit geprägten Sinne), Alfred Grosser (deutsch-französische Verständigung), Johannes Hanselmann (Eintreten für Toleranz, Gerechtigkeit, Mitmenschlichkeit)
- 1979: Hilfsaktion Bretagne (Ölkatastrophe), Lilo Milchsack (deutsch-englische Verständigung), Hans Paeschke (Zeitschrift „Merkur“)
- 1980: Die vier Nachbarschaftshilfen Unterschleißheim-Oberschleißheim/Garching/Hochbrück/Sozialdienst Unterpfaffenhofen-Germering (Soziale Hilfe), Deutsch-Türkischer Kindertreff (Ausländerarbeit), Gerhard Mauz (Demokratie und Justiz)
- 1981: Arbeitslosen-Initiative Stuttgart (Selbsthilfeorganisation), Projekt „Jugend-Bildung-Arbeit“ der Philips-Werke Wetzlar, Juniorenarbeitskreis Haßberge der IHK Würzburg/Schweinfurt (Ausbildungsplätze im Zonenrandgebiet)
- 1982: Christoph von Imhoff (Journalist und Schriftsteller),[10] Verein für Friedenspädagogik Tübingen und Gemeinde Meeder bei Coburg (Friedensfeste), Klaus Peter Brück und Karl Hofmann für das Lehrerbildungsprogramm in Soweto/Südafrika (Frieden zwischen Rassen)
- 1983: Renate Weckwerth und die von ihr geleitete „Regionale Arbeitsstelle zur Förderung ausländischer Kinder und Jugendlicher“, Izzetin Karanlik (deutsch-türkische Ausbildungswerkstatt), Gesellschaft für christlich-jüdische Zusammenarbeit e. V., Hilde Rittelmeyer (deutsch-amerikanische Clubs)
- 1984: Liselotte Funcke (Ausländerbeauftragte), Ruth Leuze (Datenschutzbeauftragte), Stiftung „Die Mitarbeit e. V.“ (Förderung von Bürgerinitiativen), Bund der Jugendfarmen und Aktivspielplätze e. V.
- 1985: Aktion Menschen für Menschen – Karlheinz Böhm (Hilfe für Äthiopien), Deutsches Komitee Not-Ärzte e. V. – Rupert Neudeck (Ärzte Engagement in aller Welt)
- 1986: AG Juden und Christen beim Deutschen Evangelischen Kirchentag (Abbau gegenseitiger Vorurteile im deutsch-jüdischen Verhältnis), Tadeusz Szymański (Einsatz als Betreuer und Gesprächspartner für Besuchergruppen im ehemaligen Konzentrationslager Auschwitz), Förderverein Internationale Jugendbegegnungsstätte Dachau e. V. (Auseinandersetzung mit dem Nationalsozialismus), Hartmut Peters und das Schüler-Lehrer-Projekt „Juden besuchen Jever“ (deutsch-jüdische Aussöhnung am Beispiel der Heimatstadt), Erwin Essl (deutsch-sowjetische Zusammenarbeit), Eilert Tantzen
- 1987: Dieter Menninger und der Rheinisch-Bergische Naturschutzverein e. V. (regionaler Naturschutz), Max Himmelheber (ökologisch verantwortungsbewusst handelnder Unternehmer und Mäzen für geistige, philosophische und kulturelle Initiativen), Stadt Rottweil (Entwicklung und Erprobung umweltfreundlicher kommunaler Energie- und Müllentsorgungspolitik)
- 1988: Klaus von Dohnanyi
- 1990: Hermann Lutz (Vorsitzender der Gewerkschaft der Polizei), Schülermitverwaltung und Vertrauenslehrer des Werner-von-Siemens-Gymnasiums München (Einsatz in der Auseinandersetzung mit ausländerfeindlichen und rechtsextremen Tendenzen in und außerhalb der Schule), Claus Hinrich Casdorff (deutscher Rundfunk- und Fernsehjournalist) für seine journalistischen Verdienste
- 1991: Christian Führer, David Gill, Joachim Gauck, Anetta Kahane, Ulrike Poppe und Jens Reich stellvertretend für „Die friedlichen Demonstranten des Herbstes 1989 in der damaligen DDR“.
- 1992: Die Initiative „Brandenburger Schülerinnen und Schüler sagen Nein zu Gewalt und Rechtsextremismus“, die Initiative „Via Regia“ in Görlitz und Zgorzelec (deutsch-polnische Begegnung und Aussöhnung)
- 1993: Die Stiftung für Europäische Verständigung in Kreisau/Krzyżowa (Aussöhnung zwischen Deutschen und Polen), der Initiator Frédéric Delouche und die 12 Autoren des ersten „Europäischen Geschichtsbuches“, die (vormalige) Klasse 12b der „Freien Waldorfschule Mannheim“ und ihr Lehrer Anton Winter (Rumänienprojekt)
- 1994: Hanna-Renate Laurien (damals Präsidentin des Berliner Abgeordnetenhauses), Wolfgang Ullmann (MdB Bündnis 90/Die Grünen), Peter Adena (Kommunalpolitiker, Engagement gegen (Jugend)Arbeitslosigkeit, Gewalt), Frauenbrücke Ost-West (persönliche Begegnungen von Frauen zwischen Ost und West), die 8. Gesamtschule Cottbus „Mutikulturelle Stadtteilschule“ (gemeinsame Projekte mit rechtsextremistischen und ausländerfeindlichen Jugendlichen und Asylbewerbern)
- 1995: Die Schülerinitiative Schüler Helfen Leben (humanitärer Einsatz in den Bürgerkriegsregionen im ehemaligen Jugoslawien), Initiative Christen für Europa mit ihrem Projekt „Freiwillige soziale Dienste Europa“ (Einsatzorte an Brennpunkten sozialer Nöte in Europa)
- 1996: Cem Özdemir (damals Bundestagsabgeordneter, Engagement zum Abbau von Vorurteilen), Maria von Welser (mit dem Frauenjournal „Mona Lisa“ im ZDF), Initiatoren und Gestalter des Friedensdorfes Storkow/Brandenburg
- 1997: Das Hamburger Spendenparlament und sein Initiator Prälat Stephan Reimers (Realisierung neuer Formen sozialer Solidarität durch Hilfe zur Selbsthilfe), döMak Tauschring in Halle und sein Initiator Helmut Becker (durch den Tausch von Tätigkeiten und/oder Gütern bargeldloser Kreislauf von Angebot und Nachfrage geldwerter Leistungen), Initiator des Berliner Selbsthilfe-Projektverbundes „Zukunft bauen“: Dieter Baumhoff
- 1998: Europäisches Forum für Freiheit im Bildungswesen e. V. (Aufbau mittel- und osteuropäischer Bildungssysteme), Peter Eigen: Gründer und Initiator von Transparency International e. V. (Bekämpfung weltweiter Korruption), die Initiative Deutsch-Russischer Austausch e. V. (Aufbau und Beratung demokratischer Gesellschaftsstrukturen in Russland)
- 1999: Belziger „Forum gegen Rechtsradikalismus und Gewalt e. V.“ zusammen mit Netzwerk „Für ein tolerantes Eberswalde“ (Engagement gegen Rechtsextremismus und Fremdenhass), Uta Leichsenring, ehemalige Polizeipräsidentin von Eberswalde zusammen mit Bernd Wagner, Leiter des Zentrums Demokratische Kultur in Berlin (Engagement gegen Rechtsextremismus und Jugendgewalt), Deutscher Frauenring e. V., Landesverband Thüringen und Gisela Poelke, Landesvorsitzende Schleswig-Holstein (Förderung von Frauen in Ostdeutschland), Ruth Zenkert (Einsatz für Straßenkinder in Rumänien)
- 2000: Europäisches Jugendparlament (Entwicklung und Gestaltung einer lebendigen europäischen Demokratie), Stiftung für die Rechte zukünftiger Generationen (Erneuerung und Mitgestaltung unserer Demokratie)
- 2001: Ausländische Mitglieder des Internationalen Ausschusses des Gemeinderats in Stuttgart (für langjähriges kommunalpolitisches Engagement und konstruktive Einflussnahme auf Entscheidungen in Ausländerfragen), Bürger der Stadt Arnsberg/Sauerland und der Bürgermeister Hans-Josef Vogel (für Engagement in allen Angelegenheiten des Zusammenlebens mit Flüchtlingen und Fremden), Netzwerk Demokratische Kultur e. V. Wurzen (für Engagement gegen rechtsextremistische Gewalt und Fremdenfeindlichkeit)
- 2003: Französische Schule in Tübingen, Heinrich-von-Stephan-Oberschule in Berlin, Martin-Luther-Schule in Herten, Jenaplan-Schule in Jena, Max-Brauer-Schule in Hamburg, Friedrich-Schiller-Gymnasium in Pirna
- 2004: Junge Europäische Föderalisten, MitOst e. V., PICUM (Platform for International Cooperation on Undocumented Migrants) (für ihren Einsatz dafür, dass sich die jungen Europäer an Europa beteiligen, dass Menschen aus unterschiedlichen Kulturkreisen sich kennenlernen und dass jede Person, ungeachtet ihres Status, ein Recht auf menschenwürdige Behandlung bekommt)
- 2006: Pakiv European Roma Fund; Schaworalle – Hallo Kinder, (Kindertagesstätte des Roma e. V., Frankfurt / Main)
- 2008: Verein zur Förderung des öffentlichen bewegten und unbewegten Datenverkehrs (FoeBuD) e. V. (für sein Engagement in Sachen Bürgerrechte); die Herausgeber des Grundrechte-Reports zur Lage der Bürger- und Menschenrechte in Deutschland; Boris Reitschuster (Journalist), Fußball-Fanprojekt Dresden
- 2009: Bürgermeister Jörg Lutz und die Projekte der lokalen Agenda 21 im südbadischen Grenzach-Wyhlen, Bürgermeister Uli Paetzel und die Bürgerstiftung Herten, Oberbürgermeister Markus Ulbig und die Aktion Zivilcourage im sächsischen Pirna, Der Erste Bürgermeister von Wunsiedel, Karl-Willi Beck und die Bürger- und Jugendinitiative „Wunsiedel ist bunt – nicht braun“
- 2010: Free Software Foundation Europe (FSFE) und Oxfam Deutschland e. V. für das Engagement in neuen Arten der kooperativen Wertschöpfung und für verantwortungsvolles Handeln zur Erzielung einer gerechteren Welt.
- 2011: Campact, Förderverein für Öffentlichkeitsarbeit im Natur- und Umweltschutz (FÖN) und WikiWoods.
- 2012: Anti-Bias-Werkstatt, Kinderhilfe Afghanistan e. V., Lothar Krappmann und „Schule ohne Rassismus – Schule mit Courage“
- 2013: Finance Watch, Constanze Kurz und der Bürgerhaushalt Berlin-Lichtenberg
- 2014: Erdem Gündüz, Shermin Langhoff, Live Music Now, Theater der Erfahrungen
- 2015: Átlátszó.hu, CET Center for European Trainees, Giusi Nicolini, Maximilian Schrems
- 2016: Clowns ohne Grenzen Deutschland e. V., Grandhotel Cosmopolis e. V., Kiron Open Higher Education, Welcome United 03 des SV Babelsberg und „die stillen Helfer“
- 2017: Patrick Dahlemann, Aslı Erdoğan (in Abwesenheit),[11] Dunja Hayali, Marcus da Gloria Martins[12]
- 2018: die Initiative „AlgorithmWatch“; das Digital-Konzept „aula – Schule gemeinsam gestalten“; das Förderprogramm „Jugend hackt“.[6]
- 2019: Eine Gruppe des Kulturbündnisses „Hand in Hand“ aus Chemnitz; Operation Libero; Refugee Law Clinics Deutschland e. V.
- 2020: Initiative „Perspektive hoch 3 e. V. – Dritte Generation Ostdeutschland“, Jakob Springfeld, Bernhard Winter
- 2021: Initiative „Karawane der Vernunft“ des Vereins „Augen auf - Zivilcourage zeigen e. V.“, Initiative GoBanyo - Waschen ist Würde, Grundschule Bad Münder, Mai Thi Nguyen-Kim
- 2022: die syrische Nachrichtenplattform „Al-Jumhuriya“, die Betreiber des deutschen Blogs „NSU-Watch“, die Organisatoren des „Frankfurt-Słubice-PRIDE“ und die russische Journalistin und Aktivistin Olga Romanowa von „Russland hinter Gittern“
- 2023: Correctiv Recherchenetzwerk, Facts for Friends, HateAid, Marcela Turati
- 2024: colorido e. V., Dorfbewegung Brandenburg e. V., Verfassungsblog mit seinem Thüringen-Projekt[13]